# Diebach
Diebach ist eine Gemeinde und ein Pfarrdorf im Landkreis Ansbach in Mittelfranken sowie Mitglied der Verwaltungsgemeinschaft Schillingsfürst und zählt zur Metropolregion Nürnberg.

## Geografie

### Geografische Lage
Die Gemeinde liegt südlich von Rothenburg ob der Tauber am Westabfall der Frankenhöhe ins Tal der oberen Tauber, der namengebende Hauptort an der Mündung des rechten Wohnbachs in den noch kleinen Fluss.

### Nachbargemeinden
- Insingen
- Gebsattel
- Wettringen
- Schillingsfürst
- Wörnitz

### Gemeindegliederung
Es gibt zehn Gemeindeteile (in Klammern ist der Siedlungstyp angegeben):
- Bellershausen (Kirchdorf)
- Bestleinsmühle (Einöde)
- Böllersmühle (Einöde)
- Diebach (Pfarrdorf)
- Neumühle (Einöde)
- Oberoestheim (Pfarrdorf)
- Pfeffermühle (Einöde)
- Seemühle (Einöde)
- Unteroestheim (Dorf)
- Wolfsau (Weiler)

Die Einöden Brexelhof, Heckenmühle und Kalkwerk sind keine amtlich benannten Gemeindeteile.
Es gibt auf dem Gemeindegebiet die Gemarkungen Bellershausen, Diebach und Oestheim. Die Gemarkung Diebach hat eine Fläche von 9,836 km². Sie ist in 1161 Flurstücke aufgeteilt, die eine durchschnittliche Fläche von 8472,40 m² haben. In ihr liegen neben dem namensgebenden Ort die Gemeindeteile Bestleinsmühle, Böllersmühle und Wolfsau.

## Geschichte

### Bis zur Gemeindegründung
Diebach ist etwa um das Jahr 700 entstanden. Eine Maut- und Schutzburg (Burg Diebach) der Herren von Diebach wurde schon um 1236 urkundlich erwähnt und war zwischen 1557 und 1651 im Besitz des Rothenburger Patriziergeschlechts derer von Fürbringer. Der Ort selbst wurde 1249 als „Dieppach“ erstmals urkundlich erwähnt. Der Ortsname leitet sich von dem gleichlautenden Gewässernamen ab (heute Wohnbach genannt), dessen Bestimmungswort „Dieb“ ist. Ob damit einfach nur ein abgelegener oder tiefgelegener Bach bezeichnet oder auf ein entsprechendes Ereignis Bezug genommen werden sollte, bleibt offen.
Nach dem Dreißigjährigen Krieg wanderten oberösterreichische Exulanten in Diebach ein, einer der ihren, Matthias Pantzer aus Stockerau erwarb 1651 die Burg, die danach häufig den Besitzer wechselte. Im Jahre 1803 kam das Dorf zu Bayern. Im Jahre 1817 wurde die Diebacher Burg schließlich so baufällig, dass sie abgerissen wurde.
Gegen Ende des 18. Jahrhunderts gab es in Diebach 42 Untertansfamilien. Grundherren waren das hohenlohische Amt Schillingsfürst (17), die Reichsstadt Rothenburg (13), Brandenburg-Ansbach (8), Lochinger (1). Die Fraisch sowie die Dorf- und Gemeindeherrschaft hatte seit 1539 das Amt Schillingsfürst.
Mit dem Gemeindeedikt (frühes 19. Jahrhundert) wurde der Steuerdistrikt Diebach gebildet. Zu diesem gehörten Bestleinsmühle, Bockenfeld, Böllersmühle, Heckenmühle, Schwarzenmühle und Wolfsau. Wenig später entstand die Ruralgemeinde Diebach mit den Orten Bestleinsmühle, Böllersmühle, Heckenmühle und Wolfsau. Sie war in Verwaltung und Gerichtsbarkeit dem Herrschaftsgericht Schillingsfürst zugeordnet (1840 in das Landgericht Schillingsfürst umgewandelt) und in der Finanzverwaltung dem Rentamt Colmberg. Ab 1824 gehörte Diebach zum Rentamt Rothenburg ob der Tauber (1919 in Finanzamt Rothenburg ob der Tauber umbenannt). Ab 1862 übernahm das neu gebildete Bezirksamt Rothenburg ob der Tauber die Verwaltung (1939 in Landkreis Rothenburg ob der Tauber umbenannt). In der Gerichtsbarkeit blieb das Landgericht Schillingsfürst zuständig (1879 in Amtsgericht Schillingsfürst umbenannt), von 1928 bis 1973 war es das Amtsgericht Rothenburg ob der Tauber. Die Gemeinde hatte 1964 eine Gebietsfläche von 9,839 km².

### Eingemeindungen
Im Zuge der Gebietsreform in Bayern wurden am 1. Mai 1978 die Gemeinden Bellershausen und Oestheim eingegliedert.

### Einwohnerentwicklung
Im Zeitraum von 1988 bis 2018 stieg die Einwohnerzahl von 912 auf 1134 um 222 Einwohner bzw. um 24,3 %.
Gemeinde Diebach
| Jahr      | 1818   | 1840   | 1852   | 1861   | 1867   | 1871   | 1875   | 1880   | 1885   | 1890   | 1895   | 1900   | 1905   | 1910   | 1919   | 1925   | 1933   | 1939   | 1946   | 1950   | 1961   | 1970   | 1987   | 2005   | 2011   | 2015   |
| Einwohner | 418    | 416    | 431    | 466    | 491    | 461    | 507    | 535    | 539    | 524    | 492    | 453    | 453    | 471    | 465    | 442    | 430    | 404    | 578    | 583    | 437    | 416    | 919    | 1130   | 1097   | 1116   |
| Häuser    | 81     | 89     |        |        |        | 86     |        |        | 92     | 91     |        | 90     |        |        |        | 91     |        |        |        | 89     | 99     |        | 259    |        | 342    | 352    |
| Quelle    | [ 10 ] | [ 15 ] | [ 16 ] | [ 17 ] | [ 18 ] | [ 19 ] | [ 20 ] | [ 21 ] | [ 22 ] | [ 23 ] | [ 16 ] | [ 24 ] | [ 16 ] | [ 25 ] | [ 16 ] | [ 26 ] | [ 16 ] | [ 16 ] | [ 16 ] | [ 27 ] | [ 12 ] | [ 28 ] | [ 29 ] | [ 30 ] | [ 30 ] | [ 30 ] |

Gemeindeteil Diebach
| Jahr      | 001818 | 001840 | 001861 | 001871 | 001885 | 001900 | 001925 | 001950 | 001961 | 001970 | 001987 |
| Einwohner | 351    | 350    | †410   | 386    | 453    | *404   | *399   | *531   | *390   | *373   | 382    |
| Häuser    | 70     | 74     |        |        | 77     | *80    | *81    | *79    | *89    |        | 106    |
| Quelle    | [ 10 ] | [ 15 ] | [ 17 ] | [ 19 ] | [ 22 ] | [ 24 ] | [ 26 ] | [ 27 ] | [ 12 ] | [ 28 ] | [ 29 ] |

## Politik

### Gemeinderat
Die Kommunalwahlen seit 2014 brachten folgende Ergebnisse:
| Wählergruppe    | 2020 | 2020  | 2014 | 2014  |
| Wählergruppe    | %    | Sitze | %    | Sitze |
| --------------- | ---- | ----- | ---- | ----- |
| Diebach         | 44,6 | 6     | 47,0 | 6     |
| Oestheim        | 44,5 | 5     | 39,7 | 5     |
| Bellershausen   | 10,9 | 1     | 13,3 | 1     |
| Wahlbeteiligung | 61,0 | 61,0  | 62,2 | 62,2  |

Weiteres Mitglied und Vorsitzender des Gemeinderates ist der Erste Bürgermeister.

### Bürgermeisterin
Gabriele Hofacker wurde im März 2014 zur Ersten Bürgermeisterin gewählt und trat das Amt im Mai 2014 an. Sie wurde 2020 mit 89,19 % der Stimmen im Amt bestätigt.

### Wappen und Flagge
Wappen
| Wappen von Diebach | Blasonierung: „In Rot eine eingeschweifte silberne Spitze, darin über gesenktem blauem Wellenbalken eine schwarze Laubkrone; vorne rechts ein senkrechter silberner Rost, hinten links eine silberne Wassernixe, die in der Rechten ein silbernes Seeblatt hält.“ |
| Wappen von Diebach | Wappenbegründung: Die Gemeinde Diebach besteht seit 1978 aus den ehemals selbstständigen Gemeinden Bellershausen, Diebach und Oestheim. Die Laubkrone stammt aus dem Wappen der Herren von Diebach, einem im Mittelalter nachweisbaren Ortsadelsgeschlecht. Der Wellenbalken steht redend für den Ortsnamen. Der Rost ist das Attribut des heiligen Laurentius und versinnbildlicht den Ortsteil Bellershausen, dessen Pfarrkirche diesem Heiligen geweiht ist. Die Wassernixe weist auf den Ort Oestheim und die Sage von den Wasserfräulein hin. Drei von ihnen kamen vom Bodenlosen Loch zum Tanzen nach Oberoestheim. Sie ließen ihre menschlichen Begleiter vergeblich warten. Am nächsten Tag färbte sich das Wasser mit ihrem Blut – der Vater hatte sie umgebracht. Diebach führt seit 1989 ein eigenes Wappen. |

Flagge
Die Gemeindeflagge ist schwarz-weiß-rot.

## Baudenkmäler

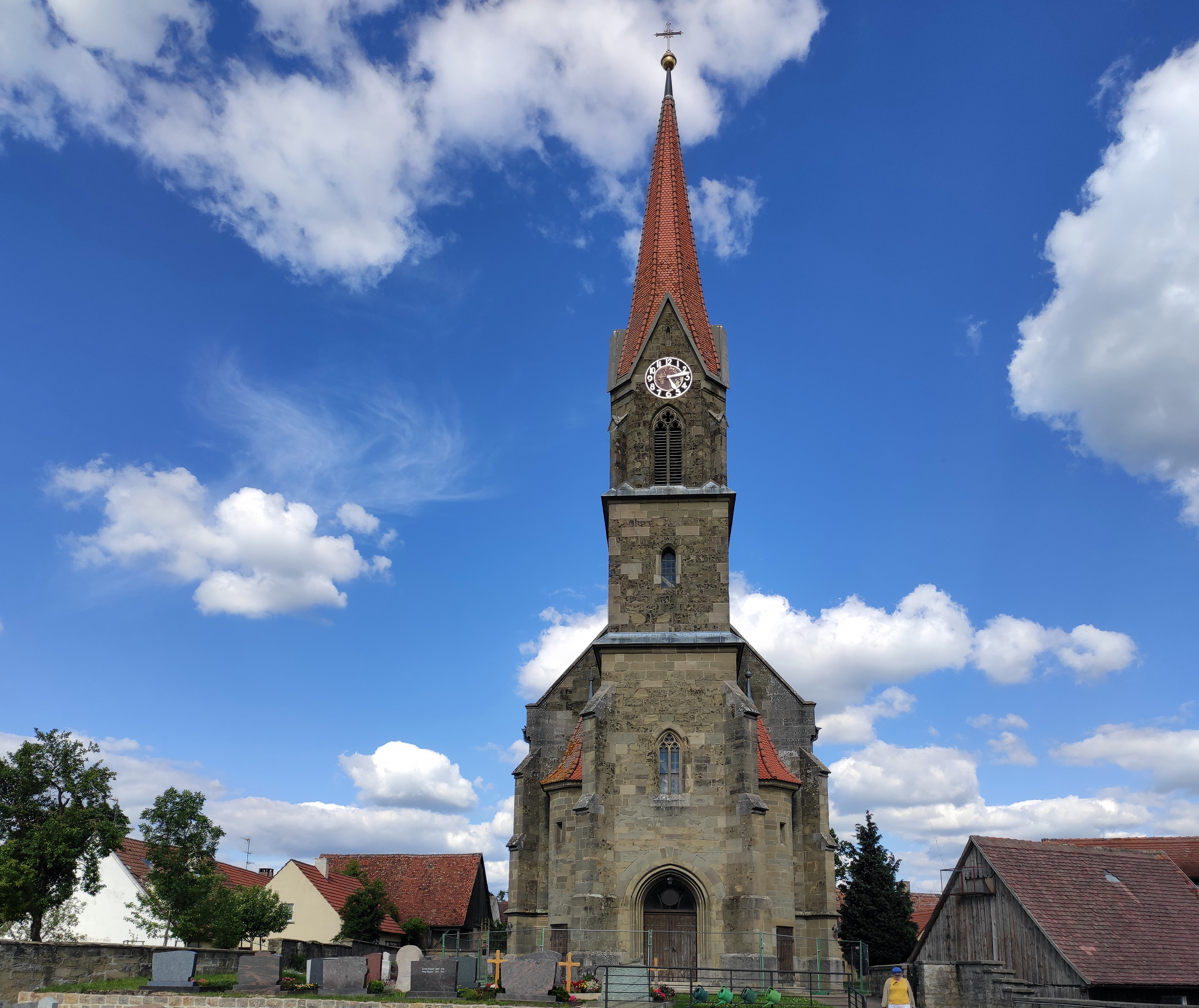
Evangelisch-lutherische Pfarrkirche St. Bartholomäus

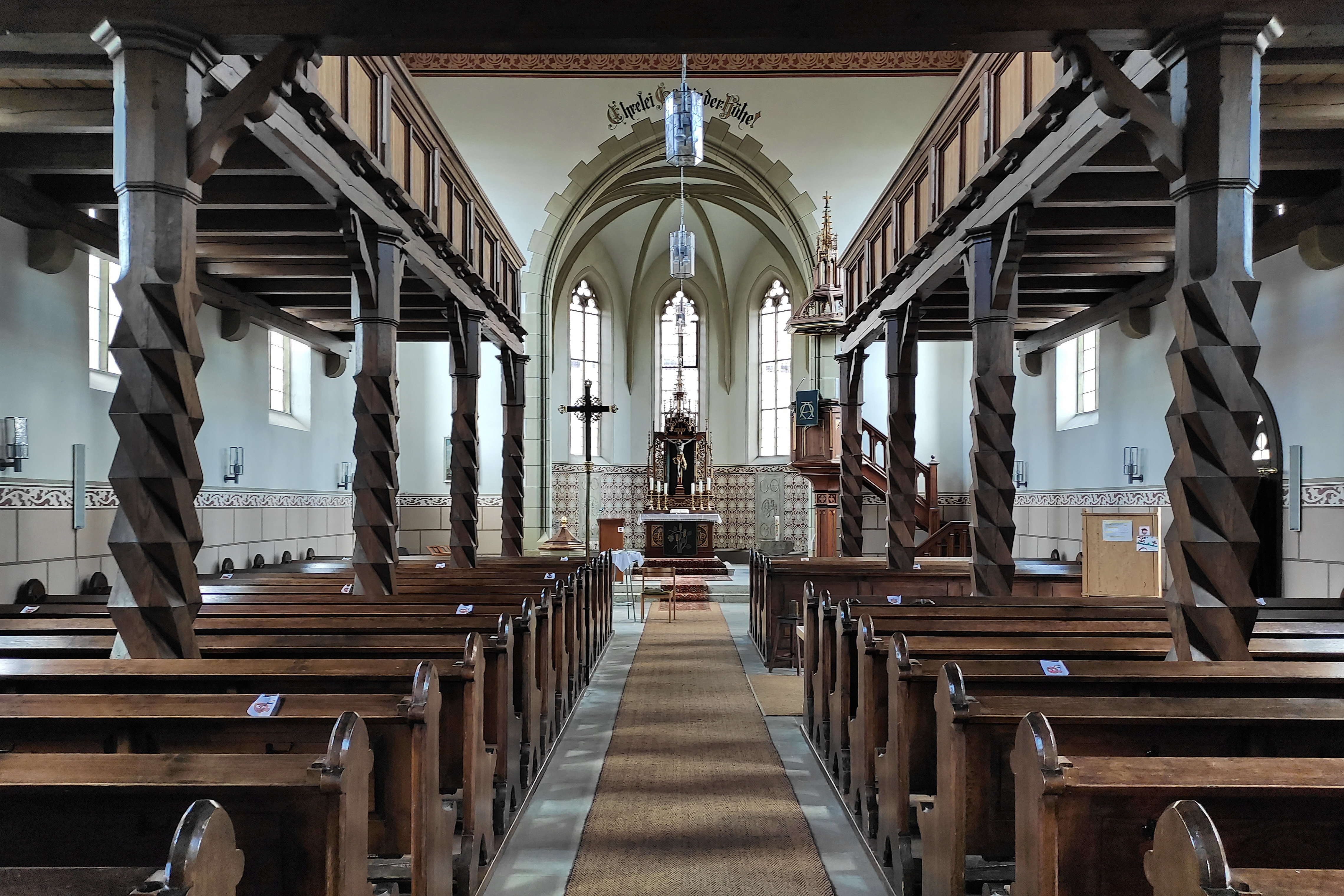
Evangelisch-lutherische Pfarrkirche St. Bartholomäus: Innenraum

- Pfarrkirche St. Bartholomäus

## Verkehr
Die Staatsstraße 2247 führt nach Insingen (1,5 km westlich) bzw. über Bellershausen nach Schillingsfürst (6 km südöstlich). Die Kreisstraße AN 33 führt nach Bockenfeld (2,2 km nördlich). Die Kreisstraße AN 7 führt nach Faulenberg (3,3 km östlich). Gemeindeverbindungsstraßen führen nach Seemühle (1,6 km südlich) und nach Wolfsau (2 km nordöstlich).

## Söhne und Töchter der Gemeinde
- Gustav Reinwald (1837–1898), Stadtpfarrer in Lindau (Bodensee), Historiker, geboren in Heckenmühle
- Gustav Adolf Krauß (1888–1968), Forstwissenschaftler